# Métodos numéricos para equações diferenciais ordinárias
Métodos numéricos para equações diferenciais ordinárias são métodos usados para encontrar aproximações  para soluções de equações diferenciais ordinárias (EDOs). Eles também podem ser chamados de "integração numérica", mas nesse sentido são mais gerais que o cálculo numérico de integrais. 
As soluções da grande maioria das equações diferenciais  não podem ser expressas em termos de funções elementares, motivando o desenvolvimento e uso de métodos numéricos.  Em particular, muitas aplicações em biologia, engenharias, física, química e outras áreas não possuem solução em termo de funções elementares, como é o caso do modelo de Fitzhugh-Nagumo, da equação do pêndulo não linear e da equação de Van der Pol.  